# 喬治敦鎮區 (伊利諾伊州弗米利恩縣)
喬治敦縣區（英語：Georgetown Township）是位於美國伊利諾伊州弗米利恩縣的一個行政鎮區。

## 地方資料
根據2010年美國人口普查的數據，喬治敦縣區的面積為66.40平方千米，當中陸地面積為65.60平方千米，而水域面積為0.80平方千米。當地共有人口7538人，而人口密度為每平方千米113.52人。